# Bettina Stangneth
Bettina Stangneth (* 1966 in Lübeck) ist eine deutsche Philosophin und Historikerin und Autorin mehrerer Bücher.

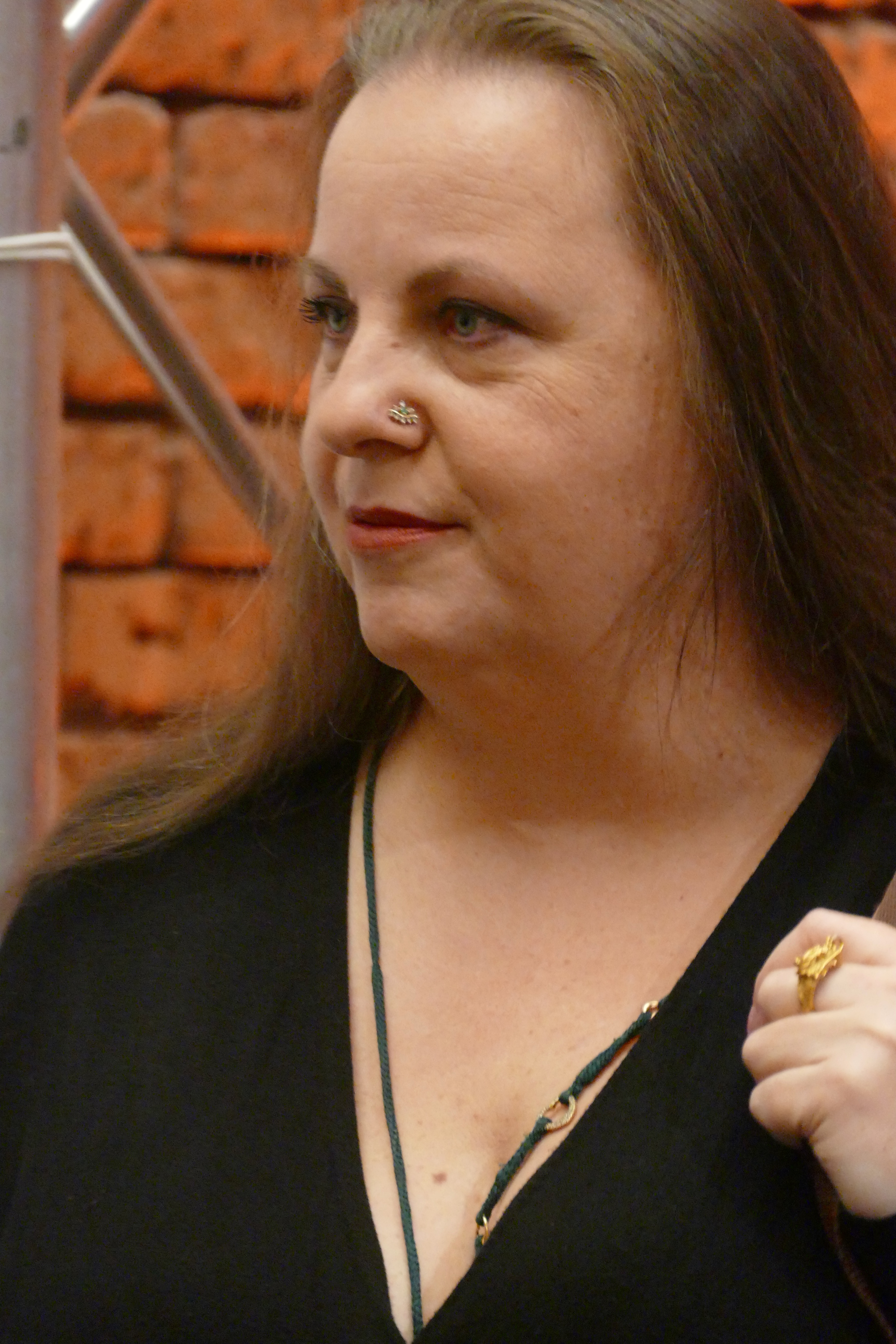
Bettina Stangneth war beim Bayerischen Buchpreis 2016 nominiert in der Kategorie Sachbuch für „Böses Denken“.

## Leben
Stangneth absolvierte in Hamburg ein Studium der Philosophie bei Klaus Oehler und Wolfgang Bartuschat. Sie wurde 1997 mit einer Arbeit über Immanuel Kant promoviert.
Im Jahr 2000 verlieh die Philosophisch-Politische Akademie Stangneth den Ersten Preis für ihre Arbeit zum Antisemitismus bei Kant. Die Laudatio hielt Micha Brumlik in der Germania Judaica in Köln.
Ihr international bekanntestes Buch heißt Eichmann vor Jerusalem, in Anspielung auf Hannah Arendts berühmtes Buch Eichmann in Jerusalem. Stangneth beschreibt das Leben und die öffentliche Wirkung des Nationalsozialisten Adolf Eichmann bis zu seinem Prozess in Israel 1961. Sie beleuchtet Eichmanns Karriere, insbesondere die Zeit seines Exils in Argentinien, und beschreibt sein Denken, seine Beziehungspersonen und die frühe Bundesrepublik. Eichmann sei mit seinem Exil nie zufrieden gewesen, sondern habe nach Deutschland zurückgewollt. Er sei kein Bürokrat gewesen, sondern habe sich in Israel nur erfolgreich so getarnt, weil er das in Argentinien geübt habe. Eichmann habe in Jerusalem eine perfide Show abgezogen und Hannah Arendt sei wie nahezu alle anderen darauf hereingefallen. Trotzdem verteidigt Stangneth Hannah Arendt und ihr Eichmann-Buch mit Nachdruck und warnt Kritiker und Verehrer, es sich nicht zu einfach zu machen. Eichmann in Jerusalem sei „keineswegs ein Buch von gestern“ und es sei „grandios“, weil es darin um mehr gehe als die Charakteristik von Eichmann. Vor allem aber sei es das Buch einer Philosophin, die sie die „größte Philosophin des 20. Jahrhunderts“ nennt. Es sei falsch, Arendts Bücher nur aus der Perspektive der Geschichtswissenschaft zu lesen. Die Theorie der „Banalität des Bösen“ werde nicht deshalb falsch, weil Eichmann „das falsche Beispiel“ gewesen sei.
Stangneth benutzte für ihr Buch viele zuvor unbekannte Original-Handschriften und Dokumente, die sie in deutschen Archiven wiederentdeckt hat (Argentinien-Papiere). Ihre Forschung floss schon in den Film Eichmanns Ende – Liebe, Verrat, Tod (ARD 2010) von Raymond Ley ein, den Stangneth wissenschaftlich beraten hat. Zu den bekanntesten entdeckten Dokumenten gehört auch ein Offener Brief an den damaligen Bundeskanzler Konrad Adenauer, der aber nie veröffentlicht wurde. Die Entdeckung der Dokumente löste ein internationales Presseecho aus. Das Buch enthält außerdem eine Kritik am Umgang des BND mit den Eichmann-Akten, die zu einem Teil ebenfalls für Eichmann vor Jerusalem ausgewertet wurden.
Eichmann vor Jerusalem wurde mit dem NDR Kultur Sachbuchpreis als bestes in deutscher Sprache erschienene Sachbuch des Jahres 2011 ausgezeichnet und in viele Sprachen übersetzt. Die New York Times veröffentlichte zum Erscheinen der amerikanischen Ausgabe ein Autoren-Profil und nahm den Titel unter die 100 Notable Books des Jahres 2014 auf. 2015 war Stangneth mit dem Buch eine Finalistin des kanadischen Cundill History Prize, dotiert mit 10.000 $.
2012 veröffentlichte Stangneth die Tagebücher und Erinnerungen von Avner Werner Less, dem Verhöroffizier von Eichmann in Jerusalem unter dem Titel Lüge! Alles Lüge!
Von 2016 bis 2018 veröffentlichte sie drei philosophische Essays als „Trilogie zur Kritik der dialogischen Vernunft“: Böses Denken (2016), Lügen lesen (2017) und Hässliches Sehen (2018). In einem „Nachwort zur Trilogie“ beschreibt Stangneth die Bände als kritischen Umgang mit der Hoffnung der Aufklärung, dass Selberdenken, Zuhören und Hinsehen allein schon moralisches Verhalten und eine sichere Weltorientierung garantieren. Die Süddeutsche Zeitung nannte es „eine Lektion in gespannter Gelassenheit“.
Von Stangneth erschienen außerdem kommentierte Editionen philosophischer Texte des 18. Jahrhunderts von Immanuel Kant, Saul Ascher und Marcus Herz.
2022 wurde ihr der Friedrich-Nietzsche-Preis zugesprochen.
Stangneth lebt in Hamburg.

## Hörfunk
- Musik und Fragen zur Person Die Philosophin Bettina Stangneth, Im Gespräch mit Michael Langer. In: Zwischentöne, Deutschlandfunk, 21. Juli 2019 – Audio-Version ohne Musikeinblendungen (mp3)

## Schriften (Auswahl)
- Kultur der Aufrichtigkeit: Zum systematischen Ort von Kants „Religion innerhalb der Grenzen der bloßen Vernunft“. Königshausen & Neumann, Würzburg 2000, ISBN 3-8260-1648-3 (Dissertation, Universität Hamburg, 1997).
- Antisemitische und antijudaistische Motive bei Immanuel Kant? Fakten. Meinungen. Folgen. In: Horst Gronke u. a. (Hrsg.): Antisemitismus bei Kant und anderen Denkern der Aufklärung. Königshausen & Neumann, Würzburg 2001, ISBN 3-8260-2144-4, S. 11–124.
- Die Religion innerhalb der Grenzen der bloßen Vernunft/Immanuel Kant. Meiner, Hamburg 2003, ISBN 3-7873-1618-3.
- Nein, das habe ich nicht gesagt! Eine kurze Geschichte der Argentinien-Papiere. In: Einsicht 05. Bulletin des Fritz Bauer Instituts. Frankfurt, April 2011, S. 18–25 (PDF 4,4 MB)
- Eichmann vor Jerusalem. Das unbehelligte Leben eines Massenmörders. Arche, Zürich 2011, ISBN 978-3-7160-2669-4.
  - Eichmann before Jerusalem. The Unexamined Life of a Mass Murderer. Übersetzung Ruth Martin. Alfred A. Knopf, New York 2014, ISBN 978-0-307-95967-6.
- Lüge! Alles Lüge! Aufzeichnungen des Eichmann-Verhörers Avner Werner Less. Arche, Zürich 2012, ISBN 978-3-7160-2689-2.
- Böses Denken. Rowohlt Verlag, Reinbek bei Hamburg 2016, ISBN 978-3-498-06158-6.
- Lügen lesen. Rowohlt, Reinbek bei Hamburg 2017, ISBN 978-3-498-06173-9.
- Hässliches Sehen. Rowohlt, Reinbek bei Hamburg 2019, ISBN 978-3-498-06448-8.
- (Hrsg.): Marcus Herz: Versuch über den Schwindel; mit den Ergänzungen von 1797 und 1798, Einleitung, Werkverzeichnis und Anmerkungen herausgegeben von Bettina Stangneth. Meiner, Hamburg 2019, ISBN 978-3-7873-3447-6.
- Sexkultur. Rowohlt, Hamburg 2020, ISBN 978-3-498-00145-2.
- Überforderung. Putin und die Deutschen. Rowohlt, Hamburg 2023, ISBN 978-3-498-00355-5.[18]
- Club der Dilettanten. Warum niemand Bücher wirklich versteht, aber trotzdem jeder beim Lesen lernt. Rowohlt, Hamburg 2025, ISBN 978-3-498-00717-1

## Kurioses
Stangneth ist die Vorlage für eine Figur im niederländischen Roman Descartes' Dochter der Gebroeders Meester. Die Hamburger Philosophin Bettina Stangneth wird darin in Amsterdam das Mordopfer eines Geheimbundes in der Tradition der Rosenkreuzer, weil sie in ihrer Edition einer Schrift von Immanuel Kant angebliche Geheimnisse über Kants Auseinandersetzung mit diesem Geheimbund verraten hat. Der Roman enthält Ausschnitte aus der tatsächlich existierenden Kant-Edition von Stangneth.